# Haworthia zantneriana
Haworthia zantneriana är en grästrädsväxtart som beskrevs av Karl von Poellnitz. Haworthia zantneriana ingår i släktet Haworthia och familjen grästrädsväxter.

## Underarter
Arten delas in i följande underarter:
- H. z. minor
- H. z. zantneriana